# Sébastien de Courtois
Pour les articles homonymes, voir Courtois et Famille Courtois d’Arcollières.
 (mai 2025).
 (mai 2025).
La mise en forme du texte ne suit pas les recommandations de Wikipédia : il faut le « wikifier ».
Les points d'amélioration suivants sont les cas les plus fréquents. Le détail des points à revoir est peut-être précisé sur la page de discussion.
- Les titres sont pré-formatés par le logiciel. Ils ne sont ni en capitales, ni en gras.
- Le texte ne doit pas être écrit en capitales (les noms de famille non plus), ni en gras, ni en italique, ni en « petit »…
- Le gras n'est utilisé que pour surligner le titre de l'article dans l'introduction, une seule fois.
- L'italique est rarement utilisé : mots en langue étrangère, titres d'œuvres, noms de bateaux, etc.
- Les citations ne sont pas en italique mais en corps de texte normal. Elles sont entourées par des guillemets français : « et ».
- Les listes à puces sont à éviter, des paragraphes rédigés étant largement préférés. Les tableaux sont à réserver à la présentation de données structurées (résultats, etc.).
- Les appels de note de bas de page (petits chiffres en exposant, introduits par l'outil «  Source ») sont à placer entre la fin de phrase et le point final[comme ça].
- Les liens internes (vers d'autres articles de Wikipédia) sont à choisir avec parcimonie. Créez des liens vers des articles approfondissant le sujet. Les termes génériques sans rapport avec le sujet sont à éviter, ainsi que les répétitions de liens vers un même terme.
- Les liens externes sont à placer uniquement dans une section « Liens externes », à la fin de l'article. Ces liens sont à choisir avec parcimonie suivant les règles définies. Si un lien sert de source à l'article, son insertion dans le texte est à faire par les notes de bas de page.
- La présentation des références doit suivre les conventions bibliographiques. Il est recommandé d'utiliser les modèles {{Ouvrage}}, {{Chapitre}}, {{Article}}, {{Lien web}} et/ou {{Bibliographie}}. Le mode d'édition visuel peut mettre en forme automatiquement les références.
- Insérer une infobox (cadre d'informations à droite) n'est pas obligatoire pour parachever la mise en page.

Pour une aide détaillée, merci de consulter Aide:Wikification.
Si vous pensez que ces points ont été résolus, vous pouvez retirer ce bandeau et améliorer la mise en forme d'un autre article.
Sébastien de Courtois (d'Arcollières), né le 18 avril 1974 à Montpellier est un écrivain, journaliste et chercheur spécialiste des minorités religieuses (GRSL).
Il est directeur de l'Institut français de Turquie, à Ankara, du 7 décembre 2017 au 31 août 2021.
Producteur en animateur pour France Culture, Groupe Radio France, de l'émission Chrétiens d'Orient depuis 2011, il est en poste à Chypre, Nicosie, comme Attaché de coopération et d'action culturelle (ACAC) auprès de l'Ambassade de France (depuis le mois de septembre 2021).

## Biographie
Sébastien de Courtois naît à Montpellier d’une mère protestante et d’un père catholique. Il devient orphelin de père à l'âge de deux mois. Il est d'abord élève au collège privé Gerson à Paris puis à Nîmes au collège de La Révolution. Marié, il a un fils.

### Études
Juriste de formation, Sébastien de Courtois obtient une maîtrise en droit privé des affaires à l'Université Toulouse 1 Capitole en 1997. Il est lauréat du concours général de l'université en droit civil. En 1998, il effectue un master de droit à Londres dans le cadre d'un échange Erasmus à Université de Thames Valley,
En 1995, il effectue son service national au 9e régiment de chasseurs parachutistes (9e RCP, 11 DP), médaille de la Défense nationale.
En 2001, après un diplôme de l’École, il obtient un DEA d'histoire à l'EPHE (École pratique des hautes études, IVe section) consacré aux minorités syriaques de l'Empire ottoman dans le vilayet de Diyarbakir (Tur Abdin, Mardin, Midyat et la Djézireh) sous la direction d'Hervé Coutau-Bégarie et de François Thual : Une communauté syriaque orthodoxe en danger à la fin de l'Empire ottoman (publication Ellipsis 2002 : Le Génocide Oublié, Les Derniers Araméens, puis publié en anglais : The Forgotten Genocide, Gorgias Press).
Depuis 2011, il est doctorant à l'EPHE affilié au GSRL (Groupe Sociétés, Religions, Laïcités), travaillant à une thèse intitulée Une communauté araméophone du sud-est de la Turquie, approches historiques et anthropologiques d’une situation identitaire complexe, avec Thierry Zarcone comme directeur de recherche (CNRS).
En 2015, il publie un article dans la revue Anatoli, Territoires, Politique et Sociétés : « Regards croisés sur le patrimoine culturel des communautés syriaques de Turquie »

### Parcours
Après avoir été juriste à Londres, puis attaché parlementaire au Sénat français du sénateur André Ferrant, élu des Français de l'étranger, où il participe à la rédaction d'un rapport sur le financement de l'AEFE, il s'inscrit à l'EPHE (École pratique des hautes études, 4e section) pour un Diplôme de l'Ecole puis un DEA en histoire (soutenu en 2001) sur la thématique des minorités syriaques à la fin de l'empire ottoman. Il devient journaliste pour Le Figaro Magazine, Géo, Grands Reportages et Le Point. Il rédige plusieurs études et récits de voyage,.
En 2010, il s'installe à Istanbul et devient correspondant de presse, journaliste spécialisé sur la Turquie, le Proche-Orient, et les minorités religieuses, dont les syriaques orthodoxes du Levant à l'Asie centrale et à la Chine.
Il collabore, outre les journaux déjà cités, au Figaro, au Point - où il tient une chronique hebdomadaire - Famille Chrétienne, Réforme, Le Monde de la Bible, La Croix, Turquie européenne, Les Cahiers de l'Orient, Oasis, Panorama, Orient XXI, Atlantico et d'autre médias comme la Radio télévision suisse.
En 2007, ses voyages et écrits lui valent d'intégrer la Société des explorateurs français sous le parrainage de Sylvain Tesson.
À partir de 2012, il est codirecteur, notamment avec Alain Desreumaux (CNRS), d'une mission de conservation des mosaïques antiques du sanctuaire de l’église de Mar Gabriel au Sud-Est de la Turquie. Cette mission, qui comporte des restaurateurs français travaillant pour les monuments historiques et des spécialistes de la mosaïque, est soutenue par le ministère des Affaires étrangères. Président de l'association des Amis de la Cappadoce, il soutient des travaux de restauration de l’église rouge (Güzelyurt).
En 2011, il devient producteur et animateur de l'émission bimensuelle Chrétiens d'Orient sur France Culture,,.
En 2015, il organise et anime à l'Institut du monde arabe dans les « Jeudis de l’IMA », en partenariat avec l'Œuvre d'Orient, une table ronde sur les patrimoines des chrétiens d’Orient, plateforme de réflexion sur laquelle se construira l'Alliance internationale pour la protection du patrimoine dans les zones de conflits.
En 2017, il devient directeur délégué de l'Institut français de Turquie à Ankara,,.
En 2018, il sensibilise un groupe industriel de Turquie pour participer financièrement à la restauration du « Boudoir Turc » du château de Fontainebleau.
En 2020, Alain Desreumaux, directeur de recherches émérite au CNRS, dresse un portrait qui est repris sur le site de l’Œuvre d'Orient.
En 2021, il est nommé à Chypre comme attaché de coopération et d'action culturelle (ACAC) pour l'Ambassade de France. Il vit à Nicosie.

### Prix
En 2013, il reçoit la Toison d'Or du livre d'aventure pour Éloge du voyage: sur les traces d'Arthur Rimbaud.
En 2017, Lettres du Bosphore, livre paru en 2016, reçoit le Prix France-Turquie.

## Chrétiens d'Orient
(mai 2025).
Selon France inter en 2015, « les circonstances de la vie de Sébastien de Courtois ont fait qu’il vit au milieu [des chrétiens d'Orient]. Il ne voit pas cela comme un hasard. Il étudie leur histoire, il identifie leurs traces qui s’effacent, sur place mais aussi bien jusqu’en Chine où il a suivi les nestoriens qui empruntaient au VIIe siècle les chemins de la route de la soie. Il les défend, non pas comme une cause politique mais parce qu’ils témoignent de la diversité et de l’intériorité de l’homme ».
Il intervient régulièrement dans les médias à propos de la Turquie et sur la question des chrétiens orientaux.
Dans la Vie en 2015 : « La chape du silence a heureusement sauté l'été dernier parce que les événements étaient tellement graves qu'il n'y avait pas vraiment le choix. Mais les Unes des journaux ne se sont pas non plus bousculées. Je note aussi la méconnaissance des journalistes. Très souvent je dois rappeler que les chrétiens en Orient n'ont pas été convertis par les Croisés, mais bien dix siècles avant, dans les tout premiers temps du christianisme… L'évolution de la perception des chrétiens d'Orient doit aussi, en France, à Régis Debray qui, en 2007, avait organisé un grand colloque sur l'avenir de ces chrétiens ».
En 2015, dans le Figaro, sous la plume d'Anne Fulda : « Le jeune homme, alors engagé dans un cabinet d'avocats anglais, passe une semaine là-bas. Il y reviendra effectivement régulièrement les années suivantes. Fasciné par cette plongée dans la chrétienté originelle, dans ces paysages aux airs d'éternité, peuplés d'oliviers. Curieux aussi, posant des questions en rafale sur cette petite communauté monastique. Avide de recueillir des témoignages qui lui font comprendre, comme s'il effleurait du doigt l'histoire, la force et la fragilité de ces chrétiens d'Orient, «celle de proscrits devant se dissimuler pour continuer à exister», comme il l'écrit dans son dernier livre ».

## Œuvres
- La Marche et le Sacré, Essai, Salvator, 2024.
- Istanbul, avec les photographies de Jehsong Bank, Loco éditions, 2023.
- L'Ami des beaux jours, Roman, Stock, 2022, 300 p.
- Voyage en Turquie antique, photographies de Ferrante Ferranti, texte de Jacques des Courtils, Actes Sud, 2019, 224 p.
- Passer par le désert : sur les traces de Charles de Foucauld, Bayard, 2016, 280 p.
- Sur les fleuves de Babylone, nous pleurions. Le crépuscule des chrétiens d'Orient, Stock, 2015, 186 p.
- Siméon de Bulgarie, Un destin singulier, Flammarion, 2014, Paris[32]
- Un Thé à Istanbul, Récit d'une Ville, Le Passeur éditeur, 2014, Paris[33]
- Éloge du Voyage, Sur les traces d'Arthur Rimbaud, NIL Éditions, 2013, Paris.
- Süryaniler, Yapi Kredi Yayinlari, Istanbul (Traduction en turc de l'album texte/photos sur le Tur Abdin : Les Derniers Araméens, 2011
- La Turquie Biblique, Éditions Empreinte temps présent, avec les photographies de Damien Guillaume, 2010, Paris.
- Le Nouveau défi des chrétiens d'Orient, d'Istanbul à Bagdad Éditions JC. Lattès, 2009, 240 p.  (ISBN 978-2709633123).
- Périple en Turquie chrétienne, Presses de la Renaissance, 2008, 297 p. (Récit de voyage)  (ISBN 978-2750903602).
- Chrétiens d'Orient sur la route de la soie, dans les pas des Nestoriens, La Table Ronde, 2007, 365 p., dessins de Bertrand de Miollis. (Récit d'un voyage d'Istanbul à Pékin sur la trace des nestoriens)  (ISBN 978-2710328520).
- Les derniers Araméens, le peuple oublié de Jésus, 2004-2007 avec le photographe Douchan Novakovic, (réimpression en 2007). Album présentant la région syriaque de Tur Abdin, ou Tour Abdin, une montagne sainte dans le sud-est de la Turquie.
- Lé génocide oublié, chrétiens d'Orient, les derniers araméens, 2002, Ellipses, (publication d'archives diplomatiques du ministère français des Affaires étrangères sur la période 1895-1914).
- Une communauté syriaque orthodoxe en péril à la fin de l'Empire ottoman, mémoire de DEA soutenu à l'École pratique des hautes études, principale étude sur le monde syriaque de la fin du XIXe siècle au début du XXe.

## Distinctions
- Médaille de la Défense nationale, échelon bronze
- Chevalier de l'ordre des Arts et des Lettres